# Konzulat Republike Slovenije v Vancouvru
Konzulat Republike Slovenije v Vancouvru je diplomatsko-konzularno predstavništvo (konzulat) Republike Slovenije s sedežem v Vancouvru (Kanada); spada pod okrilje Veleposlaništvu Republike Slovenije v Kanadi.
Trenutni častni konzul je Branko Palčič.